# Диадиафорусы
Диадиафорусы (лат. Diadiaphorus, от др.-греч. δια- и  διάφορος, «очень сильно отличающийся») — род вымерших млекопитающих из семейства протеротериевых отряда литоптерн, обитавших в Южной Америке в раннем миоцене.
По внешнему виду диадиафорусы сильно напоминали лошадей и нотогиппид, однако длина тела составляла всего 1,2 м, как у современной овцы. На конечностях имелось по три пальца, из которых только один касался земли. Этот палец был снабжён крупным копытом, эволюционировавшим из когтя; два наружных пальца были рудиментарными, подобно ранним лошадиным (таким, как мерикгиппус). В отличие от лошадей, диадиафорусы не имели сросшихся костей конечностей.
Череп был коротким, но полость для мозга была достаточно крупной. Судя по нижним коренным зубам, диадиафорусы питались мягкой растительной пищей, например, листьями.

## Виды
По данным сайта Fossilworks, род включает 9 вымерших видов:
- Diadiaphorus caniadensis Kramarz & Bond, 2005
- Diadiaphorus coelops Ameghino, 1904
- Diadiaphorus diplinthius Ameghino, 1891
- Diadiaphorus majusculus Ameghino, 1887
- Diadiaphorus minusculus Roth, 1898
- Diadiaphorus paranensis (Ameghino, 1904)
- Diadiaphorus robustus Ameghino, 1894
- Diadiaphorus sanctaecrucis Lydekker, 1894

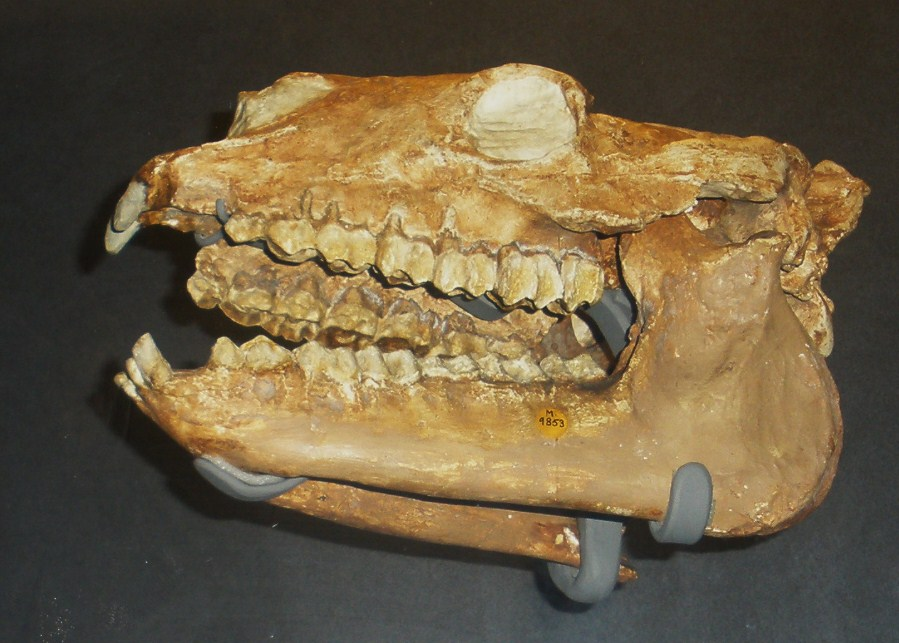
Череп Diadiaphorus robustus

- Diadiaphorus velox Ameghino, 1887